# The Tic Code
The Tic Code (também conhecido como Lessons in the Tic Code) é um filme de drama dirigido por Gary Winick e escrito por Polly Draper. Conta sobre uma mãe solteira, o relacionamento que ela forma com um músico de jazz que tem síndrome de Tourette e seu filho pequeno — um prodígio do piano — também com a síndrome. O músico e o garoto formam uma amizade, e o filme é vagamente baseado nas experiências do músico de jazz Michael Wolff, que forneceu sua trilha sonora. Draper, conhecida por seu papel em Thirtysomething, retrata a mãe; Gregory Hines interpreta o músico; e Christopher Marquette estrela como o menino.
A gravação principal ocorreu em 1997 na cidade de Nova Iorque. The Tic Code apareceu em vários festivais de cinema em 1998 e 1999, onde ganhou vários prêmios. Seu lançamento limitado nos cinemas dos Estados Unidos ocorreu em 4 de agosto de 2000 e um lançamento em DVD em fevereiro de 2001. A resposta da crítica ao filme foi geralmente favorável.

## Enredo
O filme conta a história de um menino, Miles Caraday (Marquette), um prodígio do piano que tem síndrome de Tourette, e sua mãe divorciada Laura Caraday (Draper). Miles tem um amigo na escola, Todd (Desmond Robertson), que parece não se incomodar com a condição dele. Miles quer se tornar um pianista de jazz contra a vontade de sua instrutora, Senhorita Gimpole (Carol Kane).[carece de fontes?] Em um bar local, Miles se torna amigo de um saxofonista de jazz, Tyrone Pike (Hines), que também tem síndrome de Tourette, mas aprendeu maneiras de esconder sua condição.

## Produção
The Tic Code esteve em desenvolvimento por cinco anos antes de finalmente ser concluído. A gravação principal ocorreu em locações na cidade de Nova Iorque em 1997, com um orçamento de US$ 2 milhões. O filme foi dirigido por Gary Winick, que assumiu depois que o diretor original Norman René morreu durante a pré-produção. Foi escrito por Polly Draper, que também produziu ao lado de Karen Tangorra, Midge Sanford, Sarah Pillsbury e Larry Meistrich. Draper baseou o roteiro nas experiências com seu marido, o músico de jazz Michael Wolff, que tem síndrome de Tourette. O envolvimento de Wolff como co-produtor garantiu a cooperação do clube de jazz Village Vanguard, que concedeu permissão para usar seu nome e fotos externas do prédio. Herman Leonard emprestou sua coleção de fotografias de músicos de jazz famosos, e o clube de jazz Blue Note permitiu que seu nome fosse usado em panfletos do filme. Wolff forneceu a trilha sonora. Alex Foster também contribuiu para a trilha sonora em cenas de Hines tocando saxofone.

## Lançamento
The Tic Code foi exibido no primeiro Festival Internacional de Cinema de Newport em junho de 1998. Posteriormente, foi exibido no Festival de Cinema de Wine Country em julho-agosto de 1998 e no Festival Internacional de Cinema de Hamptons em outubro de 1998. O filme também apareceu em vários festivais de cinema em 1999, incluindo o Vancouver Reel to Real Festival em 3 de março de 1999, o Festival Internacional de Cinema de Berlim e o Festival de Cinema de Giffoni. Em 2 de abril de 1999, foi ao ar na rede de televisão Starz. Os direitos de distribuição foram posteriormente adquiridos pela biblioteca de filmes Chaross Pictures, que compra filmes independentes que passaram por dificuldades financeiras, antes de ser vendida para Lions Gate Entertainment em maio de 1999. "The Tic Code" recebeu um lançamento teatral nos Estados Unidos em 4 de agosto de 2000. Arrecadou US$ 205 mil em nove cinemas e fechou em 5 de outubro de 2000.

## Elenco
- Gregory Hines interpreta Tyrone Pike, um saxofonista de jazz e namorado de Laura. Hines também estudou Wolff para imitar seus tiques e desenvolver o personagem. Durante as filmagens, Hines se comprometeu a passar um dia inteiro como uma pessoa portadora de Tourette; depois de ser encarado por um motorista de táxi, Hines refletiu que não havia considerado o quão embaraçoso poderia ser. Ele também estudou fitas de Alex Foster para aprender a dedilhar o saxofone.[3]
- Polly Draper interpreta Laura Caraday, uma mãe solteira.
- Chris Marquette interpreta o filho de Laura, Miles Caraday, um jovem prodígio do piano com síndrome de Tourette. Marquette aprendeu a tocar piano com Wolff. Ele também estudou tiques com Wolff e assistiu a fitas de vídeo, incluindo o documentário Twitch and Shout, para aperfeiçoar sua técnica. Em preparação para o papel, Marquette praticou tiques em público.[3]

O filme também apresenta Desmond Robertson como Todd, amigo de Miles; Carol Kane como Senhorita Gimpole, instrutora de música e professora de Miles; Robert Iler como Denny Harley, um valentão; Bill Nunn e Tony Shalhoub como garçons Kingston e Phil; Camryn Manheim como Sra. Lily Swensrut, uma das clientes de Laura; e James McCaffrey como Michael Caraday, ex-marido de Laura. Wolff aparece como engenheiro de som.

## Prêmios e recepção
The Tic Code recebeu críticas geralmente favoráveis dos críticos de cinema. Rotten Tomatoes relatou que 77% dos críticos deram ao filme uma avaliação positiva, com base em 26 avaliações, com uma pontuação média de 6,6/10. No Metacritic, o filme recebeu uma pontuação média de 64, com base em 17 críticas.
Em 1998, o filme ganhou o Prêmio do Público de Longa-Metragem Mais Popular no Festival Internacional de Cinema de Hamptons. Também recebeu um prêmio de "reconhecimento especial" do júri do festival. Polly Draper ganhou o Prêmio Bronze Gryphon de melhor atriz no Festival de Cinema de Giffoni e Christopher Marquette ganhou o Prêmio Bronze Gryphon de melhor ator. Em 1999, o filme ganhou o Prêmio Urso de Cristal no Festival Internacional de Cinema de Berlim.[carece de fontes?] O filme também levou o prêmio de Melhor Filme Geral no primeiro Vancouver Reel to Reel Festival.